# Дюпон, Юбер
Юбер Дюпон (фр. Hubert Dupont; род. 13 ноября 1980, Лион, Франция) — французский профессиональный шоссейный велогонщик, выступающий c 2006 года за команду «AG2R Citroën».

## Достижения
2003
1-й - Les Monts Luberon
1-й на этапе 1а (ТТТ) - Джиро Вале д`Аоста
2004
3-й - Grand Prix de Cours-La-Ville
2-й - Souvenir Francis Delpech (Les Boucles du Sud Ardèche)
1-й на этапе 5 Бэби-Джиро (Baby Giro)
2006
1-й  в ГрК на Туре Страны Басков
6-й на Рут-дю-Сюд - ГК
7-й на Tour du Doubs
10-й на Туре Лимузена - ГК
2007
4-й на Tour du Doubs
2008
6-й на Рут-дю-Сюд - ГК
2009
5-й на Чемпионате Франции в групповой гонке
7-й на Гран-при Мигеля Индурайна
10-й на Tour de l'Ain - ГК
2012
7-й на Джиро дель Трентино - ГК
9-й на Критериум Интернациональ - ГК
2013
7-й на Рут-дю-Сюд - ГК
2016
3-й на Туре Лимузена - ГК
10-й на Джиро дель Трентино - ГК
2017
8-й на  Grand Prix Cycliste la Marseillaise
10-й на Рут-дю-Сюд - ГК
10-й на Туре Лимузена - ГК
2018
7-Й на Рут д'Окситания
| ГК  | Генеральная классификация |
| ГрК | Горная классификация      |

### Гранд-туры
| Гонка           | 2006 | 2007 | 2008 | 2009 | 2010 | 2011 | 2012 | 2013 | 2014 | 2015 | 2016 | 2017 | 2018 | 2019 |
| --------------- | ---- | ---- | ---- | ---- | ---- | ---- | ---- | ---- | ---- | ---- | ---- | ---- | ---- | ---- |
| Джиро д'Италия  | 32   | 25   | —    | —    | 20   | 12   | 16   | 32   | 16   | 42   | 11   | 19   | 20   |      |
| Тур де Франс    | —    | —    | 55   | 33   | —    | 22   | НФ   | 34   | —    | —    | —    | —    | —    |      |
| Вуэльта Испании | 40   | 17   | 32   | —    | 55   | —    | —    | —    | 54   | —    | —    | —    | 26   |      |

| —  | Не участвовал  |
| НФ | Не финишировал |